# 맹선
맹선(猛船)은 판옥선이 개발되기 전 사용된 조선의 군함이다. 주로 조운선으로 이용되었다. 규모에 따라 대맹선(大猛船), 중맹선(中猛船), 소맹선(小猛船)으로 나뉘었다. 각각 승선인원은 80명, 60명, 30명이다. 나무판자 한 장으로만 만들어진 배이기 때문에 강도가 약하고 자주 부식되었다. 판옥선이 개발된 후에도 얼마간 사용되었으나 임진왜란 당시 전투력이 없음이 밝혀져 고기잡이용 배로 전락했다.

## 같이 보기
- 검선
- 비거도
- 판옥선
- 거북선